# Sonnenschein (Solingen)
Sonnenschein ist ein aus einer Hofschaft hervorgegangener Wohnplatz in der bergischen Großstadt Solingen. 

## Geographie
Sonnenschein befindet sich im Solinger Stadtteil Wald, unmittelbar an der Grenze zur Nachbarstadt Haan und dem dortigen Ortsteil Kneteisen. Die Ortslage befindet sich auf einer Anhöhe oberhalb des Ittertals auf bis zu 200 Metern über NHN nördlich von Mittel- und Obenitter mit dem ehemaligen Freizeitpark Ittertal. Westlich liegen, auf Haaner Stadtgebiet, Bellekuhl und Nachbarsberg. Im Osten von Sonnenschein liegen Igelsforst und Lindersberg mit dem Itterstausee, nördlich davon Widerschein, Kotzert, Holz und Knynsbusch.

## Etymologie
Die Ortsbezeichnung Sonnenschein ist seit dem 17. Jahrhundert nachgewiesen. Das Wort bezeichnet das gegen Süden geneigte, sonnenbeschienene Land oder Feld (im Gegensatz zu Widerschein).

## Geschichte
Im Jahre 1715 ist der Ort in der Karte Topographia Ducatus Montani, Blatt Amt Solingen, von Erich Philipp Ploennies mit einer Hofstelle verzeichnet und als Sonnenſchin benannt. Er gehörte zur Honschaft Itter innerhalb des Amtes Solingen. Die Topographische Aufnahme der Rheinlande von 1824 verzeichnet den Ort als Sonnenschein. Die Preußische Uraufnahme von 1844 verzeichnet den Ort ebenfalls als Sonnenschein, die Topographische Karte des Regierungsbezirks Düsseldorf von 1871 verzeichnet ihn als Sonenschein.
Nach Gründung der Mairien und späteren Bürgermeistereien Anfang des 19. Jahrhunderts gehörte der Ort zur Bürgermeisterei Wald, dort lag er in der Flur I. (Wittkull). 1815/16 lebten 20, im Jahr 1830 zehn Menschen im als Weiler bezeichneten Sonnenschein. 1832 war der Ort Teil der Ersten Dorfhonschaft innerhalb der Bürgermeisterei Wald. Der nach der Statistik und Topographie des Regierungsbezirks Düsseldorf als Hofstatt kategorisierte Ort besaß zu dieser Zeit drei Wohnhäuser und drei landwirtschaftliche Gebäude. Zu dieser Zeit lebten 26 Einwohner im Ort, davon fünf katholischen und 21 evangelischen Bekenntnisses. Die Gemeinde- und Gutbezirksstatistik der Rheinprovinz führt den Ort 1871 mit 13 Wohnhäuser und 85 Einwohnern auf. Im Gemeindelexikon für die Provinz Rheinland von 1888 werden für Sonnenschein 16 Wohnhäuser mit 115 Einwohnern angegeben. 1895 besitzt der Ortsteil 13 Wohnhäuser mit 79 Einwohnern, 1905 werden 13 Wohnhäuser und 102 Einwohner angegeben.
Mit der Städtevereinigung zu Groß-Solingen im Jahre 1929 wurde Sonnenschein ein Ortsteil Solingens. Der Ort ist in der Nachkriegszeit stark gewachsen und zeigt sich heute hauptsächlich als Einfamilienhaussiedlung, historische Bausubstanz aus der Zeit von Sonnenschein als Hofschaft ist heute kaum noch vorhanden. Seit Januar 1985 steht lediglich die Haustür des historischen Fachwerkhauses Sonnenschein 60 unter Denkmalschutz.